# Ivan Jacobsson

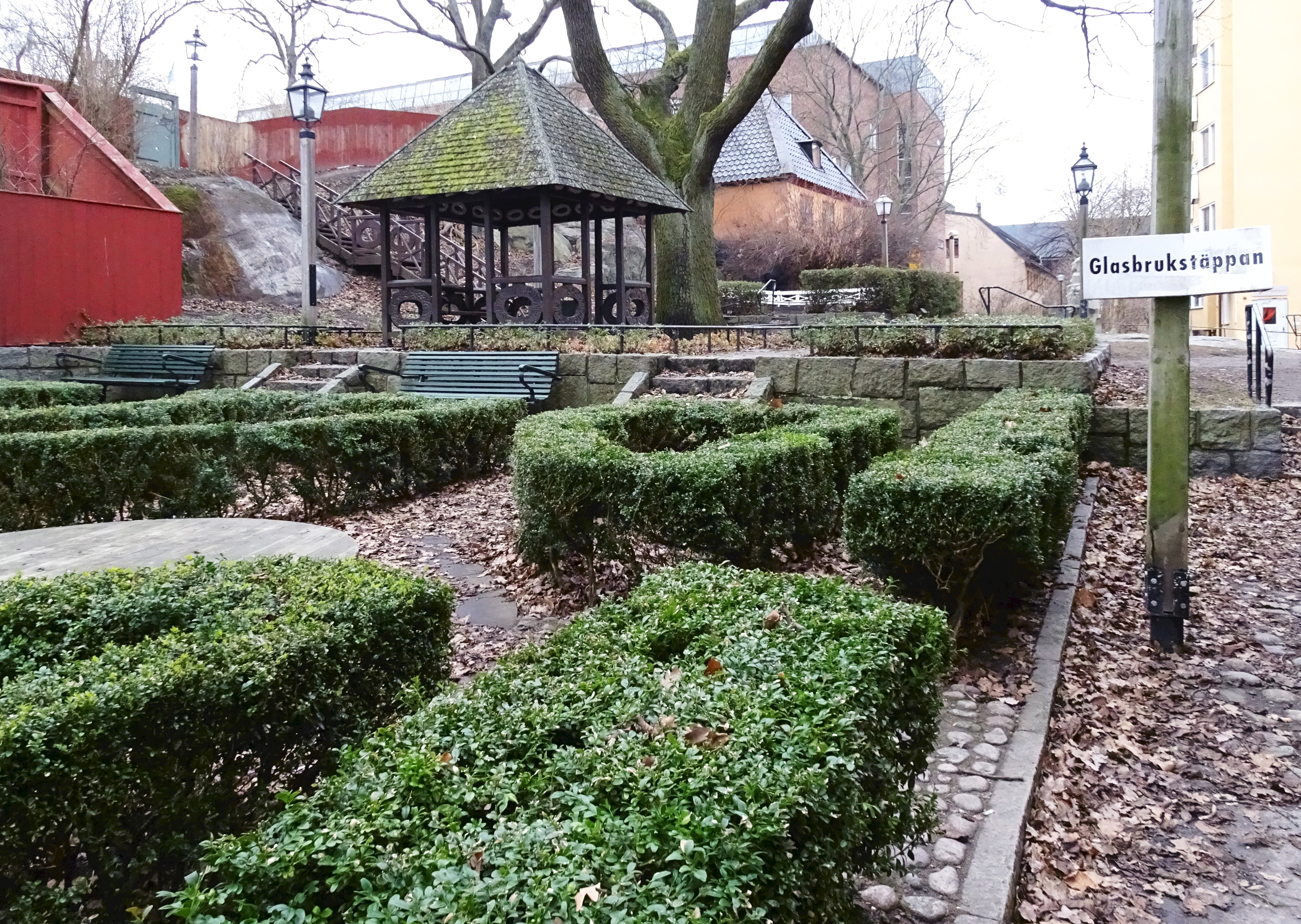
Lusthuset i Glasbrukstäppan, Stockholm, gestaltades av Jacobsson.

Ivan Jacobsson, född 18 november 1920 i Landskrona, död 27 december 2005, var en svensk skulptör.
Jacobsson studerade vid Konstfackskolan och Konsthögskolan i Stockholm. Bland hans offentliga arbeten märks utsmyckningen av Eskilstuna posthus, Roslagsskolan i Norrtälje, Jakobsbergsskolan, vid ingången till Nytorpsbadet utförde han ett 11,5 meter långt verk i betong. Hans konst består av monumentala träskulpturer och reliefer i trä, sten och metall och betongkonstruktioner. Han var gift med skulptören Kerstin Kjellberg-Jacobsson.